# Піщанська волость (Золотоніський повіт)
Піщанська волость — адміністративно-територіальна одиниця Золотоніського повіту Полтавської губернії з центром у містечку Піщане.
Станом на 1885 рік — складалася з 8 поселень, 14 сільських громад. Населення — 7545 осіб (3646 чоловічої статі та 3899 — жіночої), 1175 дворових господарств.
|                     | Площа, десятин | У тому числі орної, дес. |
| ------------------- | -------------- | ------------------------ |
| Сільських громад    | 8483           | 5502                     |
| Приватної власності | 7193           | 3618                     |
| Казенної власності  | 45             | —                        |
| Іншої власності     | 140            | 101                      |
| Загалом             | 15861          | 9221                     |

Найбільші поселення волості станом на 1885:
- Піщане — колишнє державне та власницьке містечко при річці Супій за 16 верст від повітового міста, 3544 осіб, 752 двори, 2 православні церкви, школа, поштова станція, 5 постоялих будинків, 5 лавок, 105 вітряних млинів, 2 маслобійних і цегельний заводи.
- Дмитрівка — колишнє державне та власницьке село, 1466 осіб, 254 двори, православна церква, школа, 2 постоялих двори, водяний і 2 вітряних млини, базари по вівторках, 4 маслобійних заводи.
- Нова Гребля — колишнє власницьке село, 220 осіб, 46 дворів, постоялих будинок, 2 водяних і вітряний млини, цегельний і винокурний заводи.
- Шабельники — колишнє державне та власницьке село, 740 осіб, 133 двори, православна церква, школа, постоялих будинок, 2 водяних і 2 вітряних млини, винокурний завод.

Старшинами волості були:
- 1900 року козак Андрій Олексійович Переяславець[2];
- 1904—1907 роках козак Макаренко[3],[4];
- 1913 року козак Л. Т. Бабич[5];
- 1915 року Андрій Іванович Кабан[6].